# Supershirt
Supershirt est un groupe allemand de musique électronique, originaire de Rostock, actif entre 2000 et 2015.

## Histoire
Les membres fondateurs Henry Witt et Hendrik Menzl se rencontrent vers 2000 dans leur lycée et décident plus tard de former une formation hip-hop. D'abord sous le nom de Halbe Hemden, le duo publie en 2004 un EP avec ses propres chansons. Après avoir donné à leurs propres chansons un son plus proche de l'electro grâce à des remixes et ne se sentant pas vraiment à l'aise sur la scène hip-hop, le groupe décide de changer de nom pour devenir Supershirt et de se concentrer à l'avenir davantage sur la musique électronique.
Le premier album du groupe, Du Bist Super, est composé entre 2006 et 2007 et sort le 19 octobre 2007 sous le label Audiolith. Du point de vue stylistique, la musique évolue dans le domaine de l'electro, mais présente également de nombreux éléments de pop et de hip-hop. L'accentuation varie d'une chanson à l'autre. Le single Strawberry High a ainsi plus d'éléments pop que son pendant Teitmaschine, qui est encore plus influencé par les origines hip-hop du duo. Après sa sortie, Supershirt fait une longue tournée en Allemagne, en Autriche et en Suisse.
En 2009, Supershirt commence à travailler sur son deuxième album, 8000 Mark. Le 18 septembre 2009, le single préliminaire 8000 Mark sort, suivi de l'album le 23 octobre 2009, comme son prédécesseur chez Audiolith. Avec onze titres, il est un peu plus court que le premier album. Le style se base sur celui de Du Bist Super, mais s'oriente plus vers l'electro et maintenant aussi vers l'electropunk qu'auparavant, ce qui pourrait être attribué à l'influence d'artistes comme Egotronic, également sous contrat avec Audiolith. Les textes deviennent également plus politiques et critiques. Avec German Psycho, le comportement de nombreux Allemands est critiqué en construisant délibérément des contradictions qui doivent mettre en évidence un comportement contradictoire ou hypocrite. Après l'album, l'EP numérique Nachtjacke sort le 25 décembre 2009. Outre le titre éponyme, il contient des remixes de Nachtjacke et 8000 Mark, et les titres Haue et Schutt, disponibles uniquement de cette manière.
Au printemps 2010, Supershirt repart en tournée. À cette occasion, un nouveau membre du groupe est recruté. Marco Pilzecker joue d'abord de la guitare de manière non officielle, mais est ensuite annoncé sur le blog du groupe comme nouveau membre officiel. En octobre 2010, Supershirt sort avec Captain Capa le split EP Tote Tiere, qui sort comme les précédents sur Audiolith. En même temps, les deux groupes effectuent une tournée de plusieurs mois en Allemagne. Le 30 septembre 2011, le troisième album Kunstwerk sort.
Le 10 mars 2015, le groupe annonce sa séparation avec Audiolith Records. Quelques concerts d'adieu ont encore lieu à la fin de l'année.

## Discographie

### Albums studio
- 2007 : Du Bist Super (Audiolith)
- 2009 : 8000 Mark (Audiolith)
- 2011 : Kunstwerk (Audiolith)

### Singles et EP
- 2007 : Teitmaschine
- 2009 : 8000 Mark
- 2009 : Nachtjacke EP
- 2010 : Tote Tiere (split-EP avec Captain Capa)
- 2011 : Die Langweiligsten Orte der Welt
- 2012 : Brennende Flügel
- 2014 : Der Vierte Affe EP